# Rumigny (Ardennes)
Rumigny is een gemeente in het Franse departement Ardennes (regio Grand Est) en telt 276 inwoners (2021). De plaats maakt deel uit van het arrondissement Charleville-Mézières.

## Geografie
De oppervlakte van Rumigny bedraagt 17,2 km², de bevolkingsdichtheid is 21,5 inwoners per km².
De onderstaande kaart toont de ligging van Rumigny (Ardennes) met de belangrijkste infrastructuur en aangrenzende gemeenten.

## Demografie
Onderstaande figuur toont het verloop van het inwonertal (bron: INSEE-tellingen).

Vanwege een beveiligingsprobleem met de MediaWiki Graph-software is het momenteel niet mogelijk deze grafiek weer te geven. Zodra de software is bijgewerkt zal de grafiek vanzelf weer zichtbaar worden.

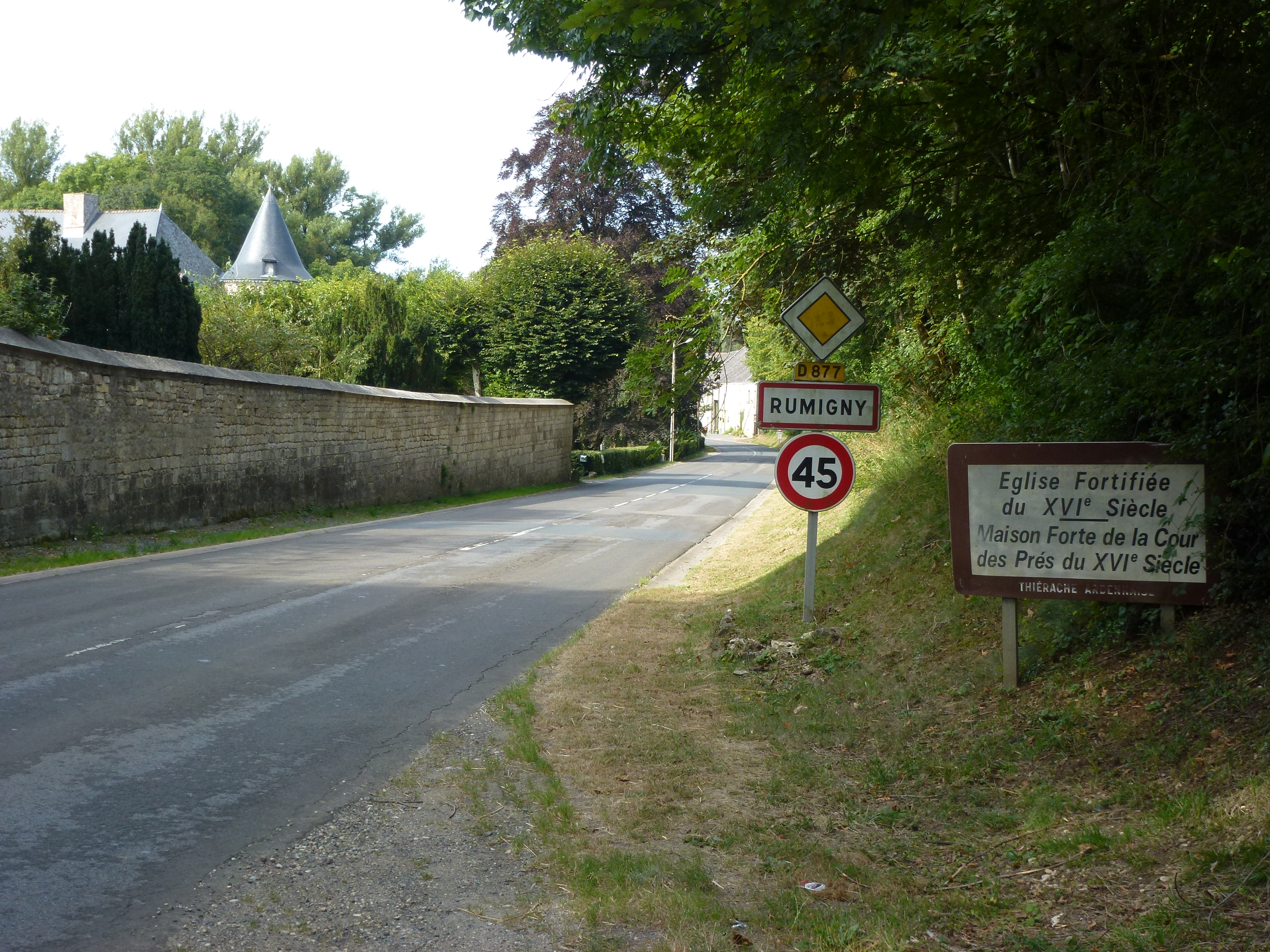
Entree van Rumigny
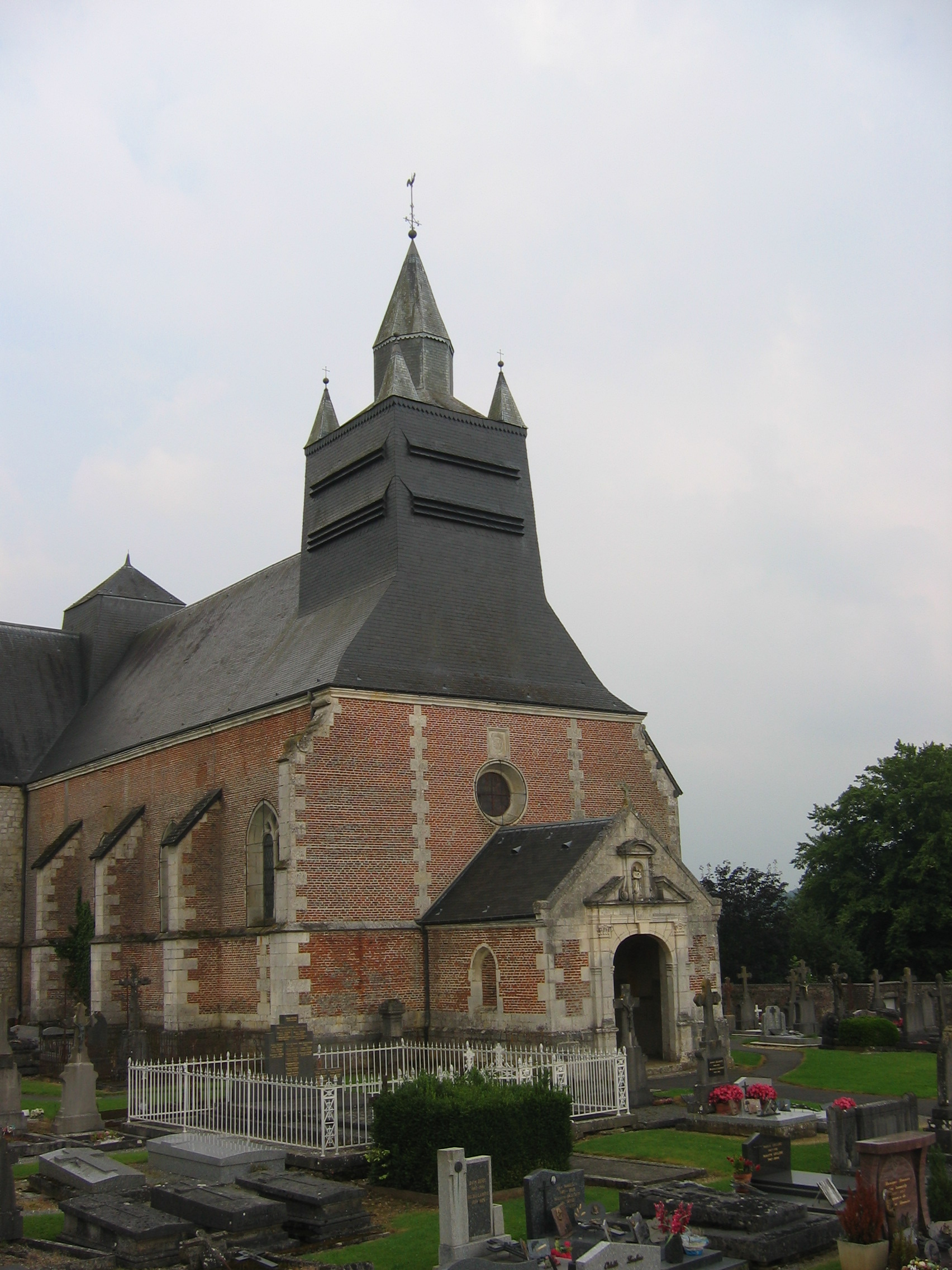
Kerk
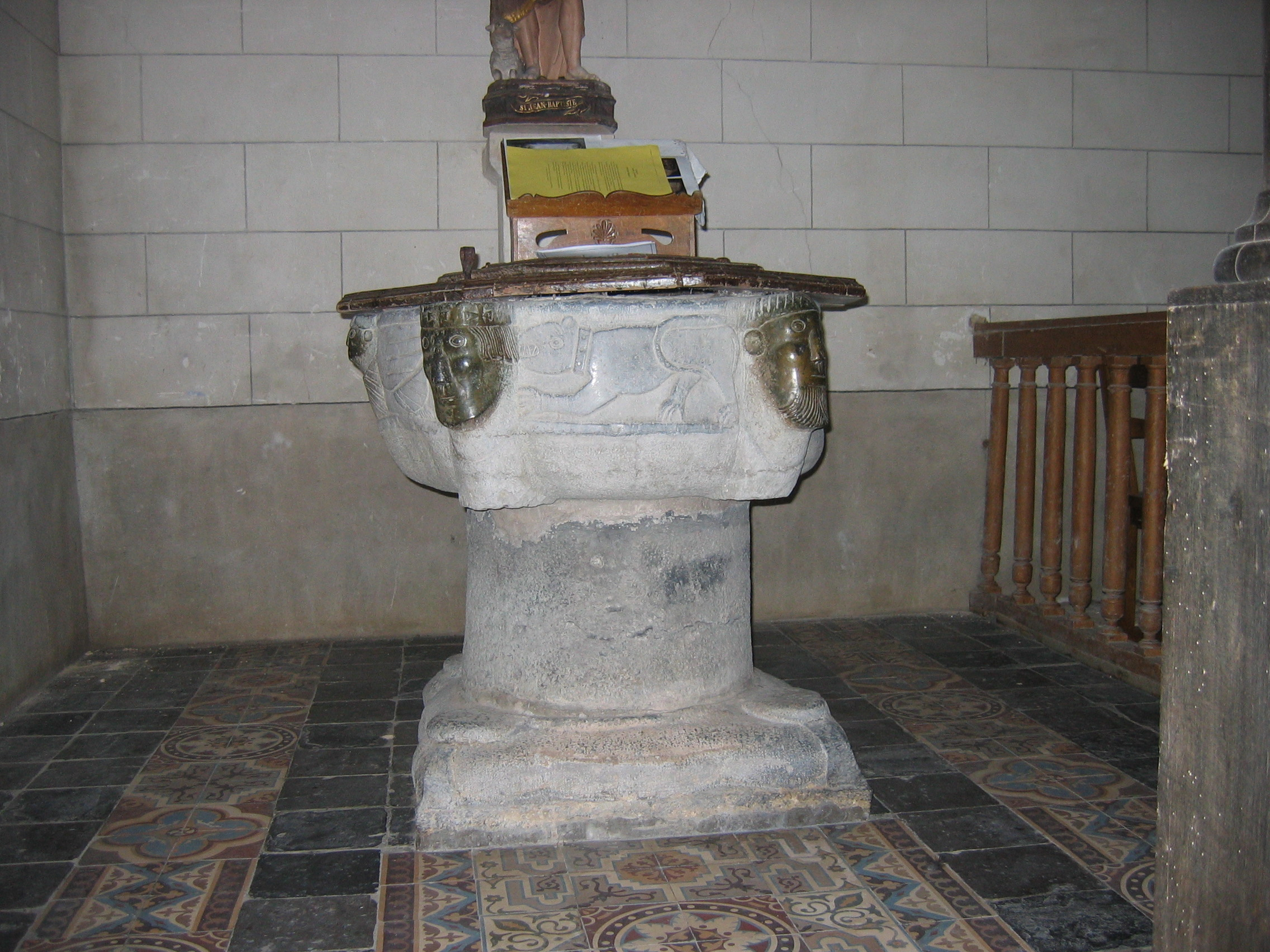
Doopvont
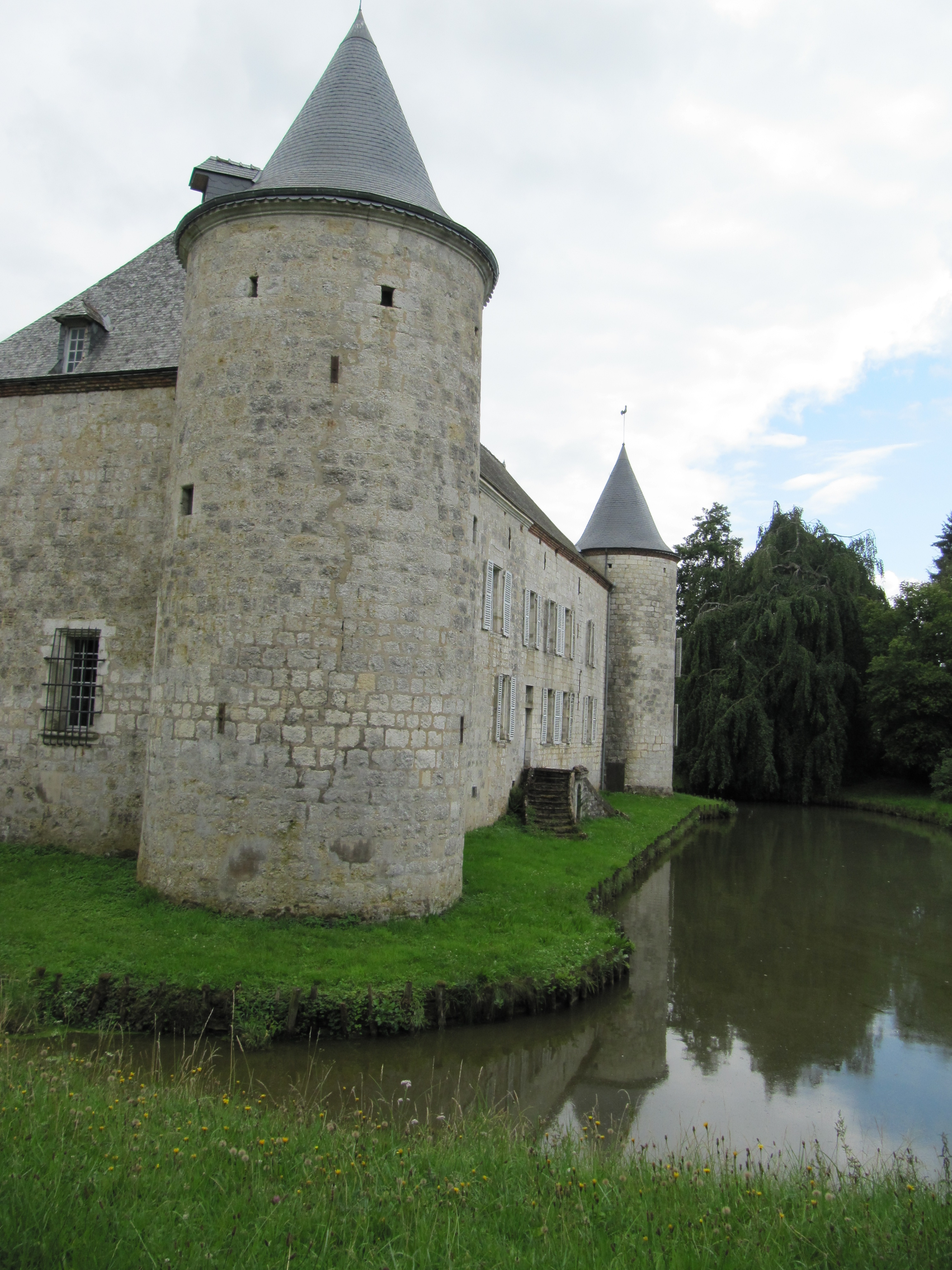
Kasteel Cour des Pres

## Geboren
- Nicolas-Louis de Lacaille (1713-1762), astronoom